# Euphyia picata
Euphyia picata är en fjärilsart som beskrevs av John Henry Leech 1897. Euphyia picata ingår i släktet Euphyia och familjen mätare. Inga underarter finns listade i Catalogue of Life.